# Stazione di Acireale
La stazione di Acireale è una stazione ferroviaria posta al km 253+768 della linea Messina-Siracusa, a servizio dell'omonima città.

## Storia

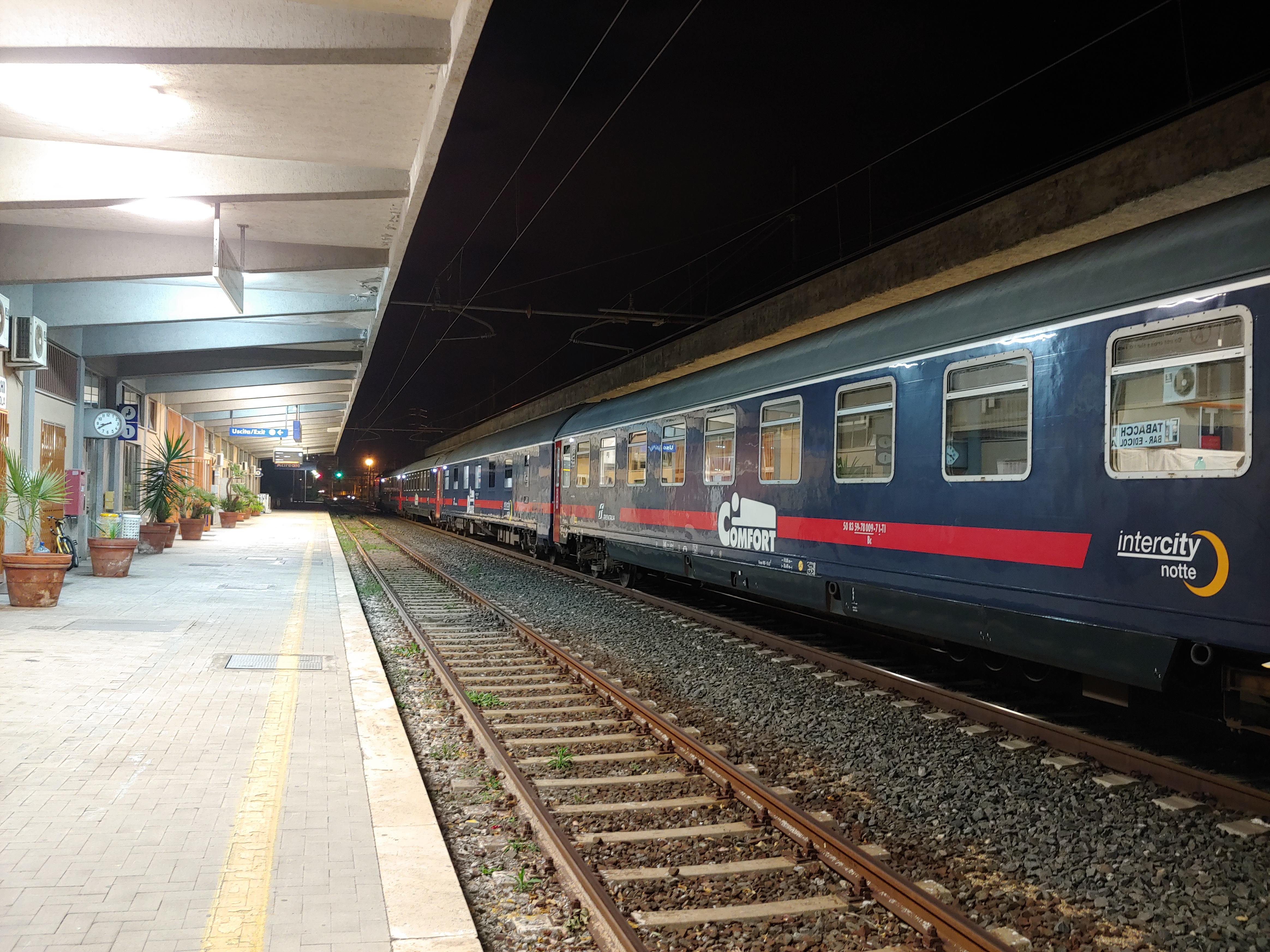
Una carrozza UIC-X a cuccette, revampizzata (T4), con le porte ad espulsione, impiegata nell'Intercity Notte 1956, stazione di Acireale, 10 Ottobre 2020.

La stazione di Acireale fu costruita nell'ambito del progetto di raddoppio dei binari della tratta Fiumefreddo-Catania Ognina, circa 2 km più a sud, e in zona decentrata rispetto alla stazione storica, la quale fu abbandonata e sostituita nel 1989. Parte del fascio merci, venne adibito a scalo sussidiario, con ingresso decentrato lato Santa Maria delle Grazie.
La prima stazione di Acireale era stata realizzata nel contesto della costruzione del secondo tronco ferroviario Giardini-Catania, della ferrovia Messina-Siracusa, ed aperta al traffico, quando questo venne inaugurato, nei primi giorni di gennaio del 1867.

## Strutture e impianti

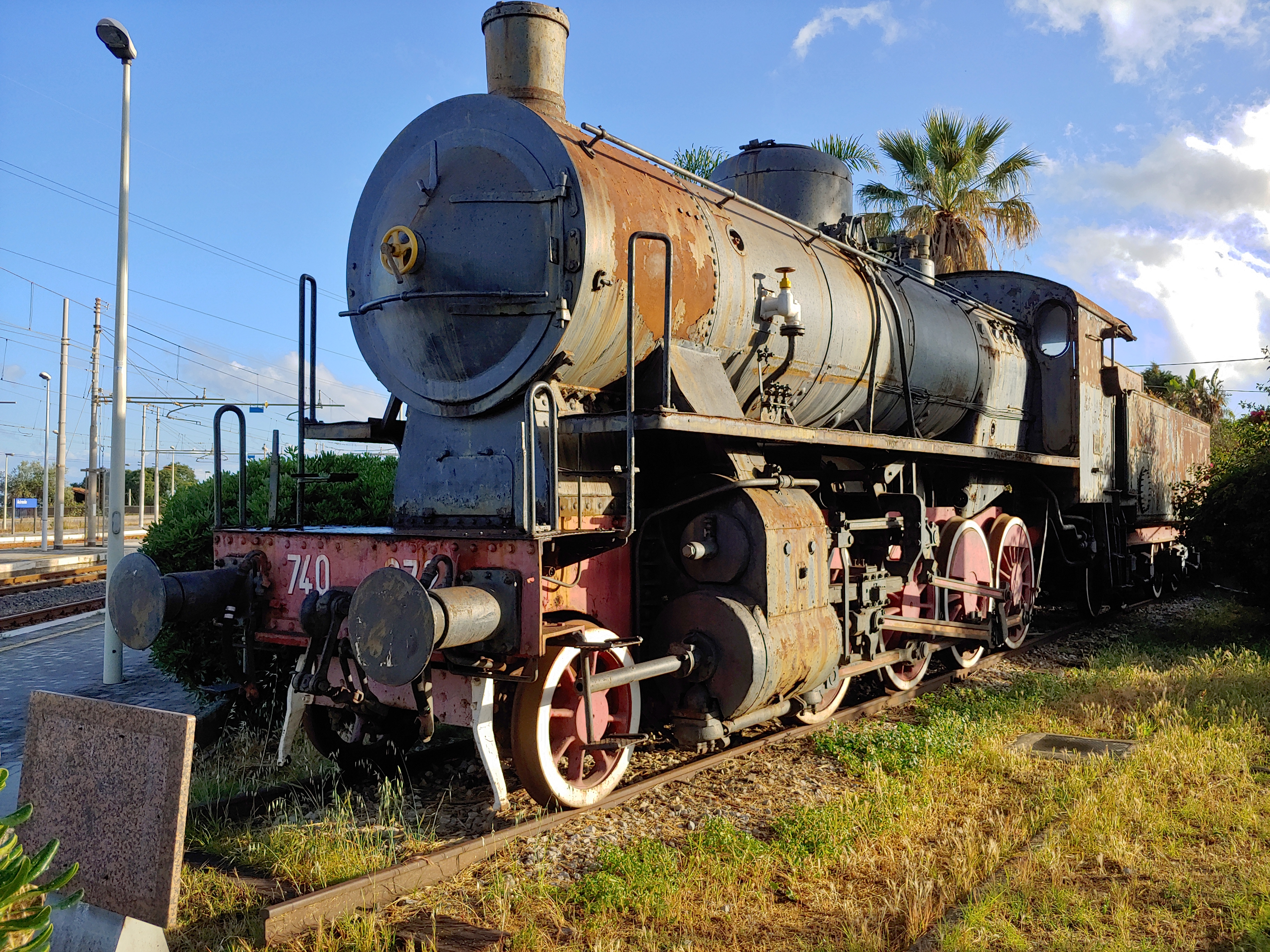
La locomotiva a vapore Gr. 740.072 esposta alla stazione di Acireale, 5 giugno 2020.

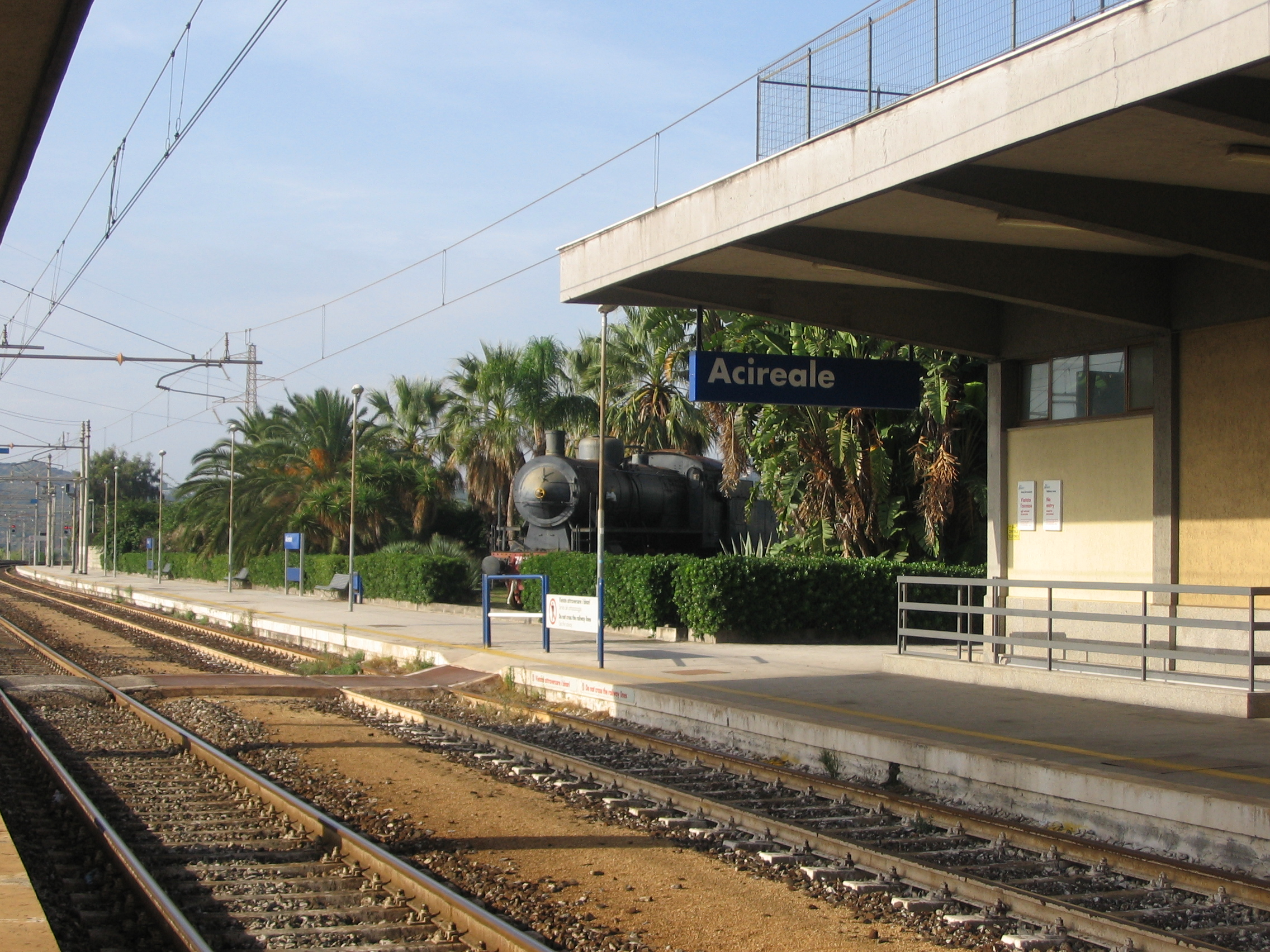
Un piccolo scorcio del 1º e del 2º binario della stazione di Acireale; in fondo si può vedere la locomotiva a vapore Gr. 740.072, 29 settembre 2007.

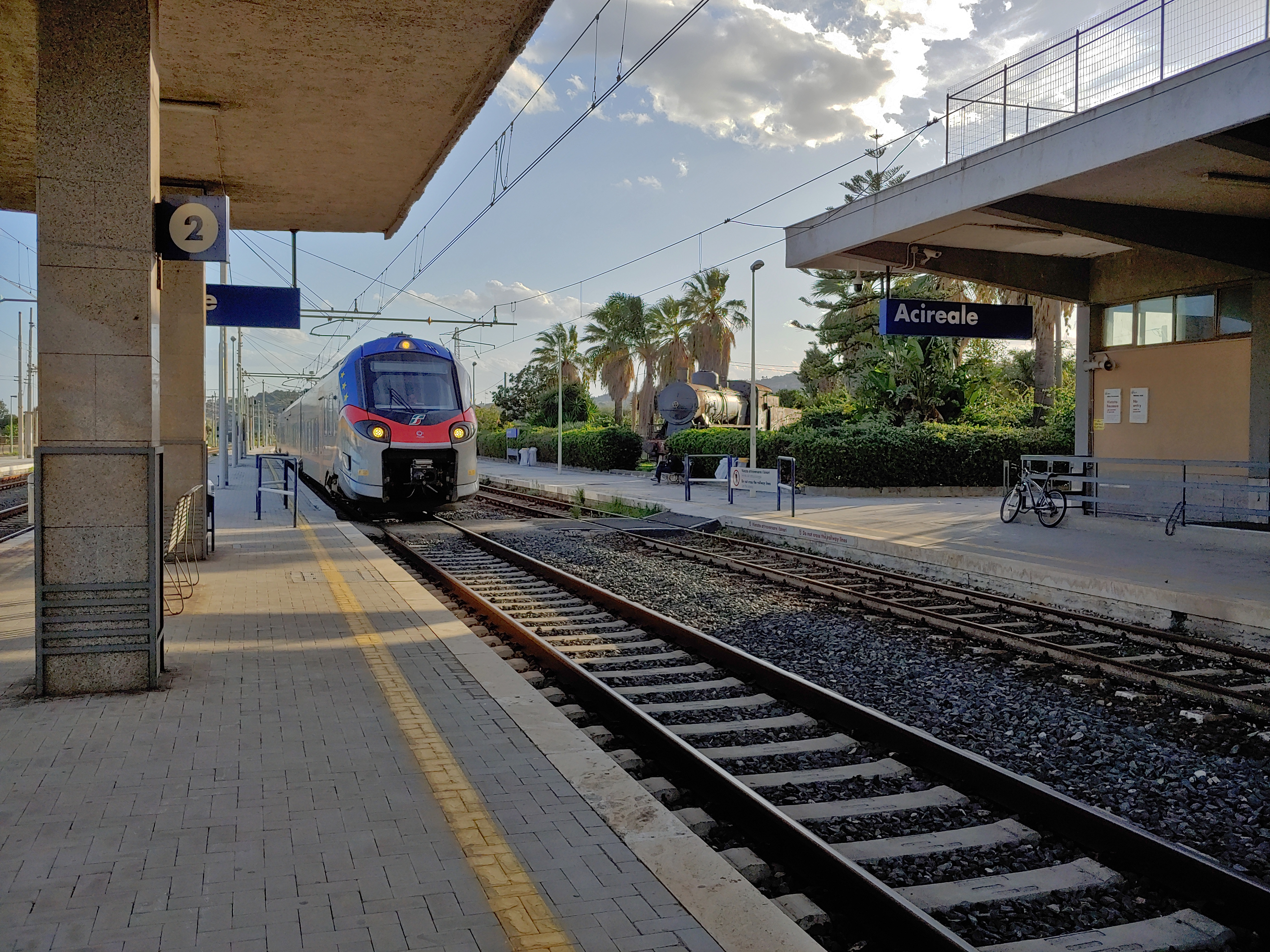
L'ETR 104.007 in arrivo alla stazione di Acireale, mentre espletava il treno regionale 3860 (diretto a Messina), 26 settembre 2020.

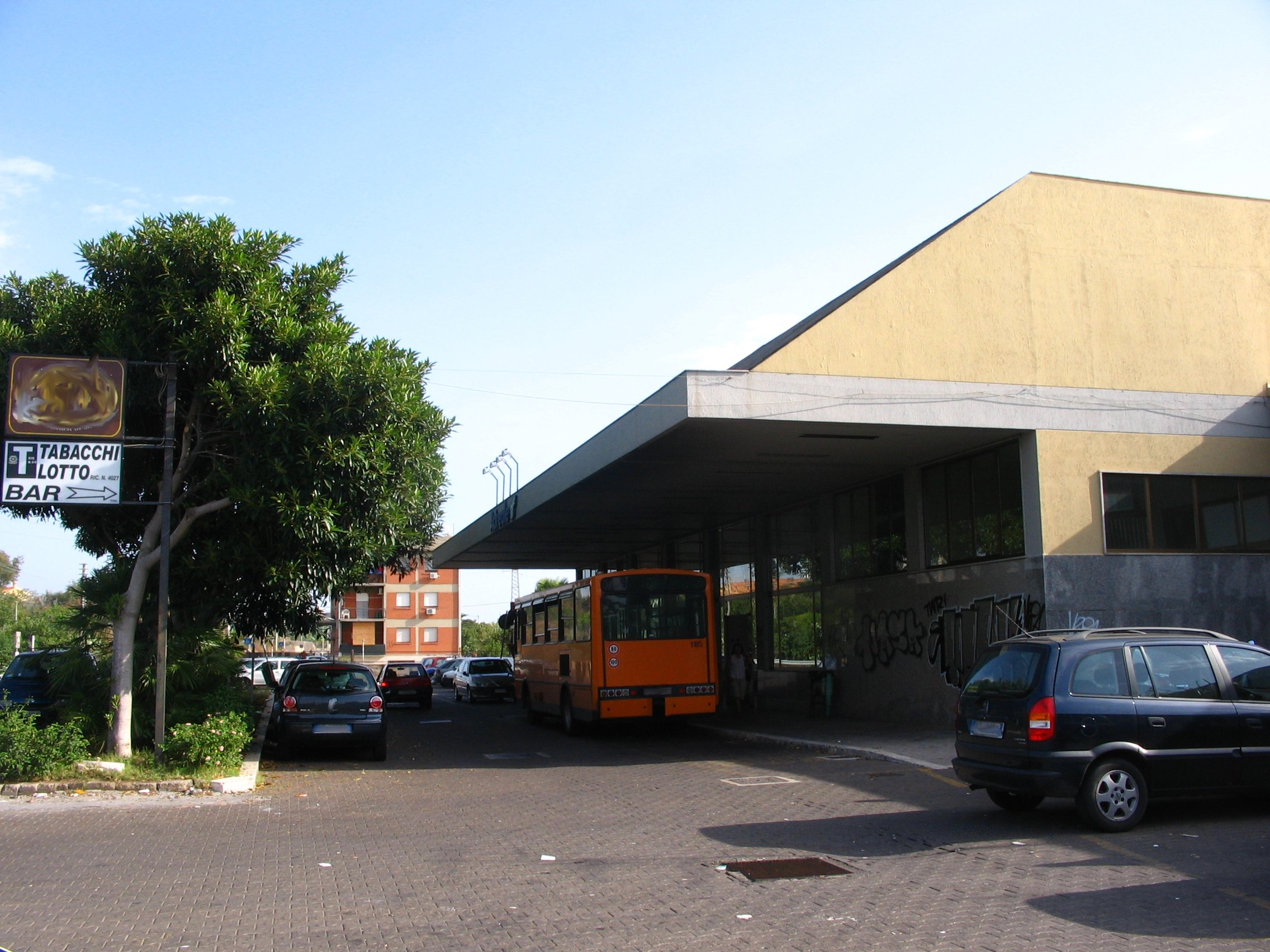
La stazione di Acireale, vista dal lato stradale, 29 settembre 2007.

La stazione di Acireale è una delle più moderne stazioni intermedie della rete siciliana. La struttura è stata inaugurata nel 1989, in concomitanza alla dismissione della vecchia stazione, risalente alla seconda metà del XIX secolo. La stazione fu costruita alla periferia sud della città, nonché del precedente scalo. L'edificio che fu costruito negli anni ottanta, in calcestruzzo e muratura, e con ampie vetrate, dispone di un grande locale centrale, in cui si trovano alcuni servizi, fra cui il bar, la sala d'attesa, la chiesa cattolica, i sottopassaggi e la biglietteria automatica.
Il fascio di binari per viaggiatori, comprende 5 binari passanti, forniti di grandi pensiline, e serviti da sottopassaggio. Oltre a questi, vi sono vari binari per servizio merci passanti, e uno scalo di medie dimensioni.
La stazione è sede di un consistente traffico merci-derrate, soprattutto del settore agrumario dei limoni, di cui il comprensorio è grande produttore. Fino alla fine degli anni settanta, dalla stazione avevano origine vari treni derrate giornalieri, diretti verso i grandi mercati nazionali ed esteri. In seguito, anche a causa della concorrenza serrata del vettore stradale, il numero di treni in partenza si è ridotto.
Il 26 giugno 2011 è stato ridotto il fascio dei binari, troncando il quinto, ed eliminandone alcuni secondari. Nella stessa data è stato soppresso l'apparato ACEI, ed è stato attivato una impianto ACEI telecomandabile
Sul primo marciapiede della stazione, lato Catania, è esposta la locomotiva a vapore Gr. 740.072.

## Movimento
La stazione presenta un prevalente traffico pendolare, comprendente sia i lavoratori, sia gli studenti universitari diretti a Catania, modesto è invece il traffico pendolare in direzione di Messina. Di una certa importanza è il traffico dei viaggiatori a medio-lungo raggio, seppur in calo da alcuni anni a causa della concorrenza del trasporto aereo e gommato, nonché di una dislocazione periferica della struttura.

## Servizi
La stazione è fornita di:
- Biglietteria automatica
- Sala d'attesa
- Bar
- Servizi igienici
- Sottopassaggio pedonale

## Interscambi
Sul piazzale esterno è presente un ampio parcheggio pubblico per automobili e pullman, un posteggio per i taxi, e il capolinea degli autobus urbani, appartenenti all'Azienda Siciliana Trasporti.